# Lick My Decals Off, Baby
Lick My Decals Off, Baby je čtvrté studiové album amerického hudebníka Captain Beefheart a jeho skupiny The Magic Band. Nahrávání probíhalo v květnu 1970 ve studiu Record Plant v Hollywoodu a vyšlo v prosinci 1970 u vydavatelství Franka Zappy Straight Records. Autorem malby na zadní straně obalu alba je Don Van Vliet, fotografii pořídil Ed Thrasher.

## Seznam skladeb
Autorem všech skladeb je Don Van Vliet.
| Strana 1 (LP) | Strana 1 (LP)             | Strana 1 (LP) |
| Pořadí        | Název                     | Délka         |
| ------------- | ------------------------- | ------------- |
| 1.            | Lick My Decals Off, Baby  | 2:38          |
| 2.            | Doctor Dark               | 2:46          |
| 3.            | I Love You, You Big Dummy | 2:54          |
| 4.            | Peon                      | 2:24          |
| 5.            | Bellerin' Plain           | 3:35          |
| 6.            | Woe-is-uh-Me-Bop          | 2:06          |
| 7.            | Japan in a Dishpan        | 3:00          |

| Strana 2 (LP) | Strana 2 (LP)                                                  | Strana 2 (LP) |
| Pořadí        | Název                                                          | Délka         |
| ------------- | -------------------------------------------------------------- | ------------- |
| 1.            | I Wanna Find a Woman That'll Hold My Big Toe Till I Have to Go | 1:53          |
| 2.            | Petrified Forest                                               | 1:40          |
| 3.            | One Red Rose That I Mean                                       | 1:52          |
| 4.            | The Buggy Boogie Woogie                                        | 2:19          |
| 5.            | The Smithsonian Institute Blues (or the Big Dig)               | 2:11          |
| 6.            | Space-Age Couple                                               | 2:32          |
| 7.            | The Clouds Are Full of Wine (not Whiskey or Rye)               | 2:50          |
| 8.            | Flash Gordon's Ape                                             | 4:15          |

## Obsazení
- Captain Beefheart (Don Van Vliet) – zpěv, basklarinet, tenorsaxofon, sopránsaxofon, harmonika
- Zoot Horn Rollo (Bill Harkleroad) – kytara, slide guitar
- Rockette Morton (Mark Boston) – „bassius-o-pheilius“
- Drumbo (John French) – perkuse, koště
- Ed Marimba (Art Tripp) – marimba, perkuse, koště